# 溴鼠灵
溴鼠灵（英語：Brodifacoum）是一種高致死性的4-羥基香豆素類維生素K拮抗劑和抗凝劑毒藥。 近年來，它已成為世界上使用最廣泛的農藥之一。 它通常用作灭鼠劑，但也用於控制較大的生物，如負鼠。
溴鼠灵在體內的半衰期特別長，長達9個月，需要用解毒劑維生素K對人類和寵物中毒進行長期治療。它是哺乳動物和鳥類二次中毒的最高風險之一。

## 合成

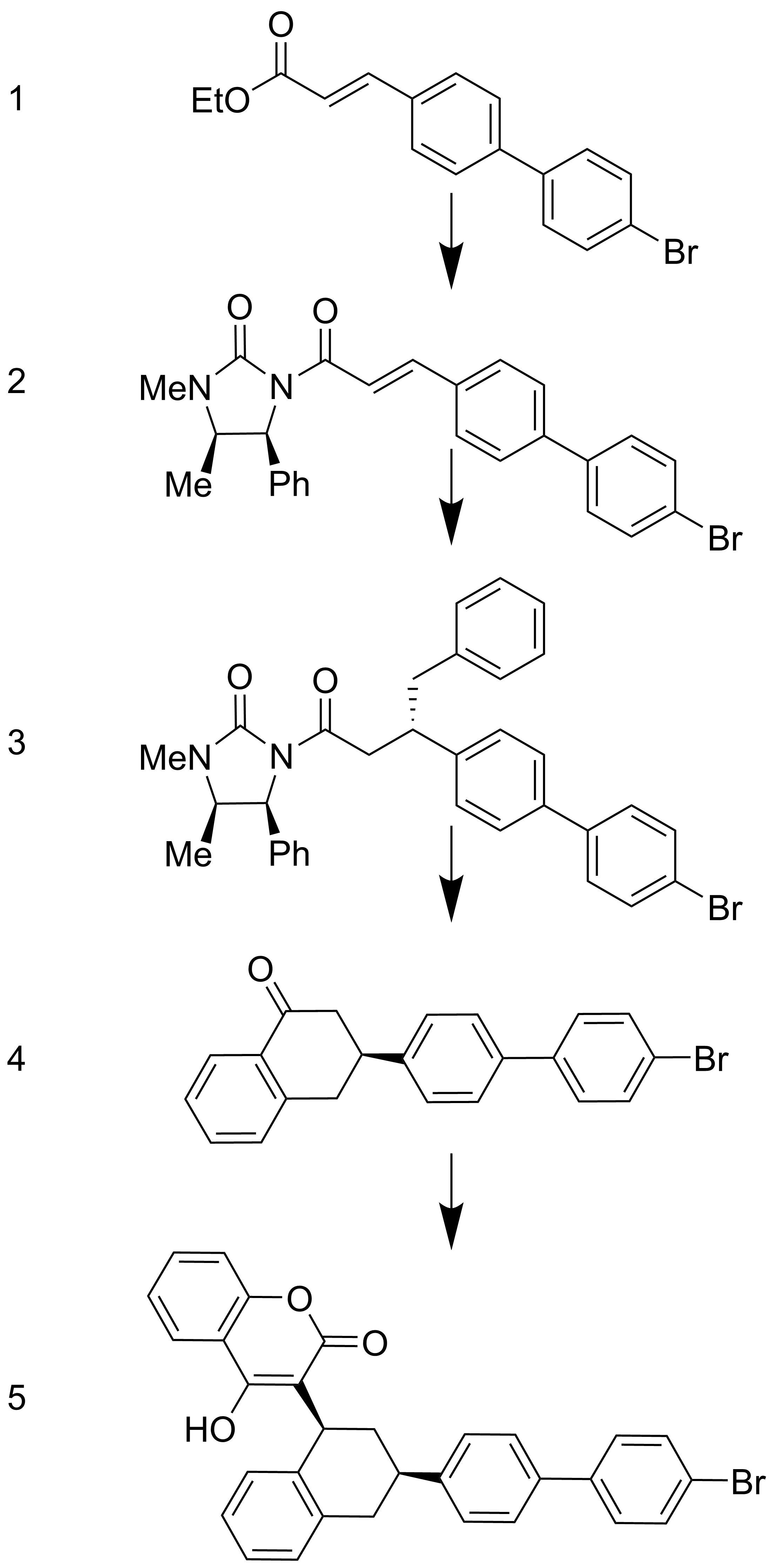
利用不對稱有機銅化合物的立體特異性形成溴鼠靈。

溴鼠靈是4-羥基香豆素的衍生物。圖中的各自化合物旁邊可以找到编号。化合物1是合成溴鼠靈所需的起始酯。為了獲得該起始化合物1，需要完成氯乙酸乙酯與4'-溴聯苯甲醛的簡單维蒂希反應縮合。化合物1通過連續水解、鹵化形成醯氯，然後與所需的鋰陰離子反應，轉化成化合物2。這裡使用KOH和EtOH進行水解，然後加入氯化亞碸进行氯化形成醯氯，与加入的锂阴离子反应。然后用有机铜化合物轉化化合物2，得到化合物3，其立體選擇性良好，約為98％。通常情況下，將使用傅-克型環化來獲得化合物4的雙環系統部分，但產量低。相反，在乾燥苯中三氟甲磺酸的催化環化產率良好。然後用硼氫化鈉還原酮，得到苯甲醇。在HCl下與4-羥基香豆素縮合，得到化合物5，溴鼠靈。

## 毒理學

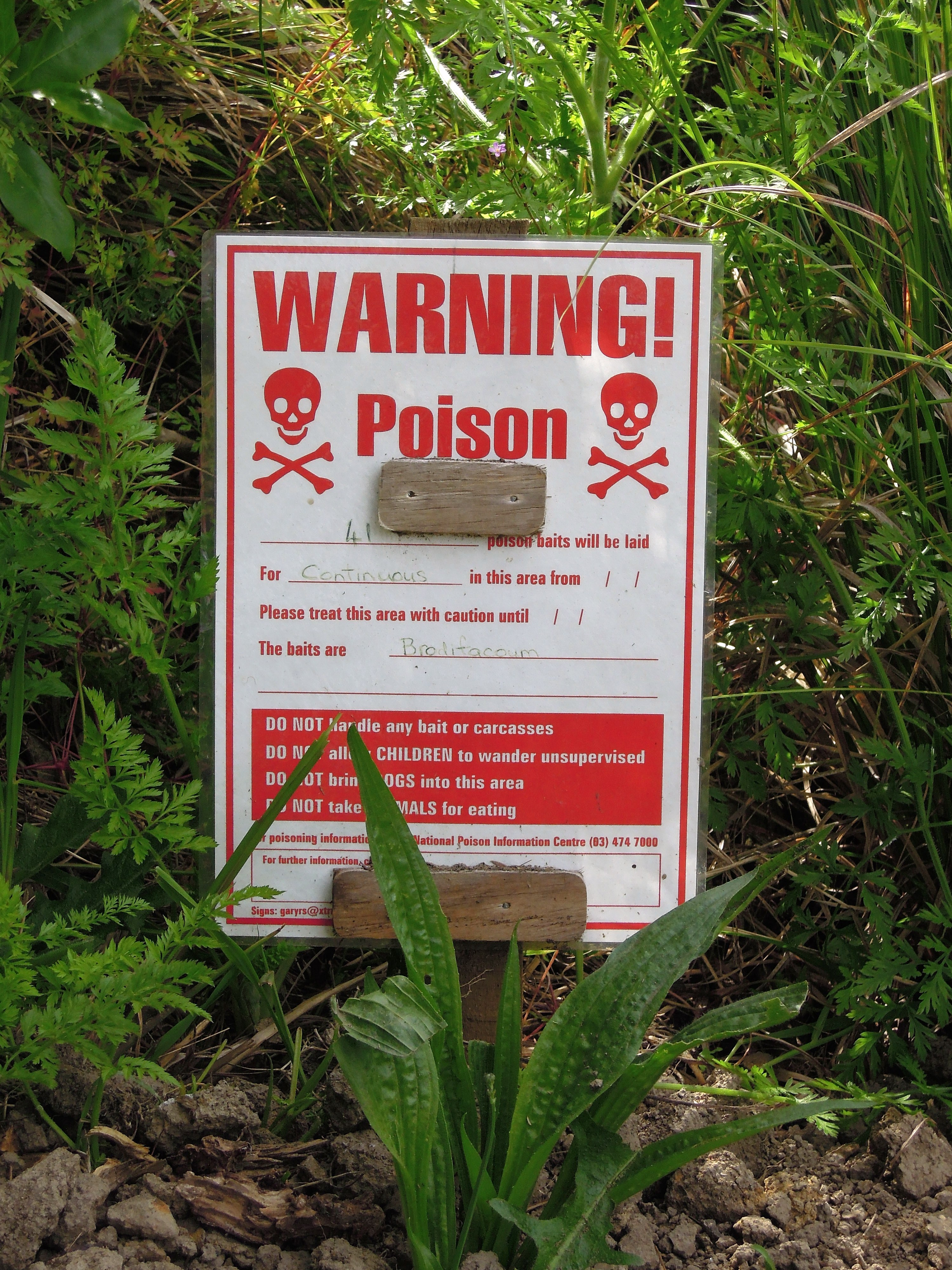
紐西蘭的投放溴鼠靈毒餌的通知

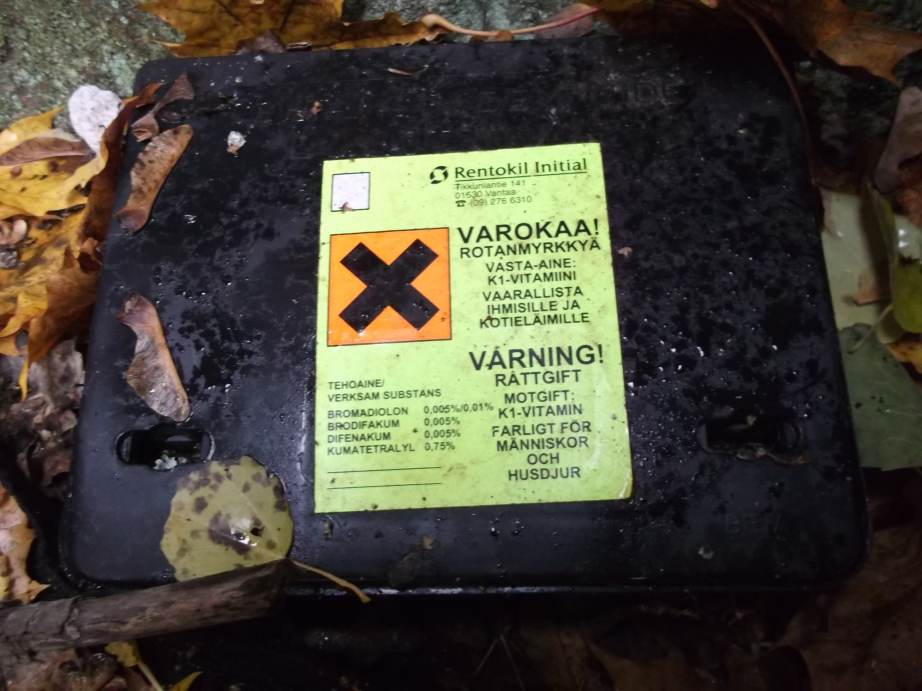
芬蘭的含有溴鼠靈的誘餌盒

溴鼠靈是一種4-羥基香豆素抗凝劑，其作用方式與其歷史上的前身雙香豆素和華法林相似。由於非常高的效果和較長的作用持續時間（代谢半衰期為20–130天），它被稱為「第二代」或「超級華法林」抗凝血劑。
溴鼠靈抑制维生素K环氧化物还原酶，該酶是维生素K環氧化物在其循環中重建维生素K所必要的，因此溴鼠靈穩定地降低血液中活性维生素K的水平。維生素K是合成重要物質所必需的，包括參與血液凝固的凝血酶原。這種破壞會變得越發嚴重，直到血液有效地失去任何凝結能力。

## 治療
溴鼠靈中毒的主要解毒劑是立即給予維生素K1（人類劑量：最初緩慢靜脈注射10-25 mg，每3-6小時重複一次，直到凝血酶原時間正常化；然後每天口服10 mg四次作為「維持劑量」）。 它是一種非常有效的解毒劑，前提是在發生大量出血之前發現中毒現象。由於高劑量的溴鼠靈會對身體產生數月的影響，因此必須長期（數月，與該物質的半衰期保持一致）定期服用解毒劑，並經常監測凝血酶原時間。
如果未吸收的毒物仍在消化系統中，則可能需要洗胃，然後使用活性炭。
要考慮的進一步治療包括輸注血液或血漿以抵消低血容量性休克，在嚴重的情況下，應輸注凝血因子濃縮物。

## 延伸閱讀
- Tasheva, M. (1995). Environmental Health Criteria 175: Anticoagulant rodenticides. World Health Organisation: Geneva.
- Cabot Richard C. . New England Journal of Medicine. 2007, 356 (2): 174–182. PMID 17215536. doi:10.1056/NEJMcpc069032.
- Bell, Cathy. . Living Bird Magazine. July 15, 2015  [November 20, 2015]. （原始内容存档于2019-07-04）.